# Criteri di ecclesialità
Per criteri di ecclesialità la Chiesa cattolica intende quei criteri che devono essere fatti propri dai movimenti laicali che vogliono situarsi all'interno della Chiesa.
L'esortazione apostolica di Giovanni Paolo II Christifideles laici al n. 30 ne enumera cinque:
- il primato della vocazione di ogni cristiano alla santità;
- la confessione di tutta la fede cattolica;
- la comunione col Vescovo e con tutte le altre realtà ecclesiali;
- la conformità e la partecipazione al fine apostolico della Chiesa;
- l'impegno ad essere presenti, come "sale" e "lievito", nella realtà umana.

Tali criteri segnano il confine tra i gruppi e movimenti ecclesiali che possono essere detti "cattolici" da quelli che non possono essere detti tali.